# Höf-Präbach
Höf-Präbach war bis Ende 2014 eine Gemeinde mit 1395 Einwohnern (Stand: 31. Oktober 2013)
in der Steiermark östlich von Graz im Bezirk Graz-Umgebung. Im Rahmen der steiermärkischen Gemeindestrukturreform wurde sie am 1. Jänner 2015 mit den Gemeinden Brodingberg, Hart-Purgstall und Eggersdorf bei Graz zusammengeschlossen,
die neue Gemeinde führt den Namen Eggersdorf bei Graz. Grundlage dafür ist das Steiermärkische Gemeindestrukturreformgesetz – StGsrG. Eine Beschwerde, die von der Gemeinde gegen die Zusammenlegung beim Verfassungsgerichtshof eingebracht wurde, war nicht erfolgreich.

## Geografie

### Geografische Lage
Höf-Präbach liegt 15 km östlich der Landeshauptstadt Graz im Oststeirischen Hügelland. Das Gebiet wird entwässert vom Lembach und Katzenbach, Nebenflüsse der Rabnitz.

### Gliederung
Das Gemeindegebiet umfasste folgende zwei Katastralgemeinden und gleichnamigen Ortschaften (in Klammern Einwohnerzahl Stand 1. Jänner 2025):
- Höf (1154)
- Präbach (403)

### Ehemalige Nachbargemeinden
| Eggersdorf bei Graz | Eggersdorf bei Graz                         | Brodingberg            |
| Kainbach bei Graz   | Kompassrose, die auf Nachbargemeinden zeigt | Ludersdorf-Wilfersdorf |
| Laßnitzhöhe         | Nestelbach bei Graz                         | Laßnitzthal            |

## Wirtschaft und Infrastruktur

### Verkehr
Der nächstgelegene Autobahnanschluss besteht in der Nachbargemeinde Laßnitzhöhe (169) an die Süd Autobahn A 2 in etwa fünf Kilometer Entfernung. Die Gleisdorfer Straße B 65, eine wichtige Verbindungsachse zwischen Graz und Gleisdorf verläuft direkt durch den Ortsteil Lembach.
Ein Bahnhof befand sich zwar nicht im Gebiet, der Bahnhof Laßnitzhöhe ist aber nur etwa drei Kilometer entfernt und bietet Zugang zur Steirischen Ostbahn. Hier verkehren im Stundentakt Regionalzüge und Regional-Express-Züge nach Graz bzw. Gleisdorf und Feldbach.
Der Flughafen Graz ist ca. 22 km entfernt.

### Kindergarten
Direkt im Ortszentrum befindet sich der Kindergarten Höf-Präbach. Der dazugehörige Spielplatz besitzt Spielgeräte aus Massivholz und sogar eine kleine Straße für die vorhandenen Kinder-Fahrzeuge. Wald, Wiese, Bach und Felder liegen in der unmittelbaren Umgebung und können direkt, ohne Überqueren einer Straße, erreicht werden.
Schwerpunkte des Kindergartens sind gesunde Ernährung, viel Bewegung, Erkunden der umliegenden Natur am wöchentlichen Gummistiefeltag und eine weitreichende Vorbereitung auf die Schule und das Leben. Zusätzlich dazu gibt es Projekte zu den Themen Musik, Forschen und Experimentieren, Medien und Technik, Integration und Inklusion, Sprachförderung, Emotionen und soziale Beziehungen, Arbeiten mit Holz u. v. m.
Das pädagogische Team arbeitet nach dem bundesländerübergreifenden Bildungs-Rahmenplan für elementare Bildungseinrichtungen in Österreich.